# مايكل ووكر، بارون ووكر من ألدرينغهام
المشير مايكل جون داوسون ووكر، بارون ووكر من ألدرينغهام (بالإنجليزية: Michael John Dawson Walker, Baron Walker of Aldringham)‏ (ولد في 7 يوليو 1944 في سالزبوري، رودسيا الجنوبية) ضابط متقاعد من الجيش البريطاني. عين في عام 1966 وخدم في قبرص وايرلندا الشمالية وفي مجموعة متنوعة من الوظائف في المملكة المتحدة حتى عام 1984. بعد أن أعطيت له قيادة كتيبة فقد تم تكريمه ثم قام بجولة ثانية من الواجب في إيرلندا الشمالية وهذه المرة في ديري وبعد ذلك قام بجولة في جبل طارق. تم ترقيته إلى عميد مباشرة من دون ترقيته إلى عقيد وتولى قيادة اللواء المدرع 20 في ألمانيا قبل أن يصبح رئيس أركان القوات الأولى.
كونه لواء عين ووكر قائدا عاما للقيادة بالمنطقة الشرقية قبل أن يصبح مساعد رئيس هيئة الأركان في وزارة الدفاع. تولى ووكر قيادة الفيلق الحلفي للرد السريع التابع للحلف الأطلسي الذي تم نشره في البلقان في عام 1995 وأصبح أول ضابط يقود العنصر الأرضي لقوة التنفيذ بقيادة الحلف الأطلسي. حصل على وسام الإستحقاق الأمريكي عن خدمته مع القوات المتعددة الجنسيات في البلقان. بعد التخلي عن قيادة اللجنة قضى ووكر ثلاث سنوات كقائد عام للقيادة البرية قبل تعيينه رئيس الأركان العامة - رئيس المهنية للجيش البريطاني في عام 2000. في عام 2003 تم ترقيته إلى رئيس دفاع الموظفين - رئيس المهنية لجميع القوات المسلحة البريطانية. في حين استقطب ووكر الجدل خلال تحديث القوات المسلحة على مزاعم عن إساءة معاملة السجناء خلال حرب العراق وعلى التعليقات التي تفيد بأن التغطية الإعلامية للعراق قد تعرض القوات البريطانية للخطر.
تقاعد ووكر في عام 2006 وعين بعد ذلك حاكم لمستشفى تشيلسي الملكي وهو المنصب الذي ظل فيه حتى عام 2011. ووكر متزوج ولديه ثلاثة أطفال.

## النشأة والحياة الشخصية
ولد ووكر في ساليسبري في المستعمرة البريطانية روديسيا الجنوبية (زيمبابوي حاليا) لويليام هامبدن داوسون ووكر ودوروثي هيلينا ووكر (سابقا شياش) وتلقى تعليمه في كل من روديسيا الجنوبية وفي يوركشاير في مدرسة ميلتون بولاوايو أولا ثم في مدرسة وودهس غروف في غرب يوركشير. أمضى 18 شهرا في التدريس في مدرسة إعدادية قبل انضمامه إلى الجيش البريطاني. تزوج ووكر من فيكتوريا («تور»، سابقا هولم) في عام 1973 وأنجبا ثلاثة أطفال: ابنان وابنة واحدة. من هواياته الإبحار وإطلاق النار والتنس والتزلج والغولف.

## بداية المسيرة العسكرية
بعد الدراسة في أكاديمية ساندهيرست العسكرية الملكية عين ووكر بالفوج الملكي الأنجليلي كملازم ثاني في 29 يوليو 1966. عمل كقائد فصيلة مع الكتيبة الأولى وتم ترقيته إلى ملازم أول في 29 يناير 1968. في عام 1969 تم نقله إلى قبرص في جولة لمدة عامين وعمل في أيرلندا الشمالية خلال الاضطرابات قبل الدراسة في كلية الموظفين في كامبرلي. تمت ترقيته إلى نقيب في 29 يوليو 1972.
بعد خدمته في مركز الموظفين بوزارة الدفاع تمت ترقيته إلى رائد في نهاية عام 1976 وانضم مرة أخرى إلى الكتيبة الأولى ليصبح قائدا للكتيبة ومقره في تيدورث في ويلتشاير. في عام 1979 تولى وظيفة أخرى في وزارة الدفاع وبعد ذلك تم ترقيته إلى مقدم في عام 1982. حتى عام 1985 شغل منصب مساعد عسكري لرئيس الأركان العامة. تم تعيينه ضابطا في أمر الإمبراطورية البريطانية في قائمة تكريم السنة الجديدة في ديسمبر 1984.
في قيادة الكتيبة الأولى من 1985 إلى 1987 خدم ووكر جولة أخرى في أيرلندا الشمالية وهذه المرة في ديري وبعد ذلك جولة في جبل طارق. تم تكريمه في عام 1987 «تقديرا للخدمة المرموقة والمتميزة» في أيرلندا الشمالية. على غير العادة تمت ترقية ووكر مباشرة إلى عميد في نهاية عام 1987 متخطيا رتبة عقيد. تولى قيادة اللواء المدرع العشرين ومقره في ألمانيا من 1987 إلى 1989 قبل أن يشغل منصب رئيس أركان الفيلق بين عامي 1989 و1991.

## القيادة العليا
حصل ووكر على وضع فريق أول مع الترقية إلى لواء في عام 1991 وتولى قيادة المنطقة الشمالية الشرقية وشعبة المشاة الثانية. بعد أن خدم في حرب الخليج الثانية تمت ترقيته إلى قائد أمر الإمبراطورية البريطانية في وقت لاحق من عام 1991. حصل على الرتبة الفنية للواء العام في 2 ديسمبر 1991 مع الأقدمية في 14 فبراير 1991 ليشغل منصب المدير العام للقيادة الشرقية ثم شغل منصب مساعد رئيس الأركان العامة في الفترة من 11 ديسمبر 1992 إلى 3 أكتوبر 1994.
في 8 ديسمبر 1994 عين ووكر قائدا لحلف رد فعل الحلفاء التابع للحلف الأطلسي الذي كان مقره في ريندهلن بألمانيا ورقي إلى فريق. حصل على رتبة فريق في 15 مارس 1995 وكرم بلقب فارس في عيد ميلاد الملكة عام 1995 مع مرتبة الشرف. تحت قيادة ووكر نشر المركز في البلقان في ديسمبر 1995. أصبح هناك أول قائد للعنصر الأرضي لقوة التنفيذ بقيادة الحلف الأطلسي حتى عودته إلى المملكة المتحدة في نوفمبر 1996.
انتقد ريتشارد هولبروك قيادة قوة التنفيذ التابعة له في البوسنة والهرسك بشكل غير مباشر لرفضه استخدام سلطته للقيام أيضا بمهام التنفيذ غير العسكرية بما في ذلك اعتقال مجرمي الحرب المتهمين:
تم تكريمه بوسام وسام القديس ميخائيل والقديس جرجس في نهاية عام 1996.
خلفه السير مايك جاكسون وتمت ترقية ووكر إلى فريق أول وعين القائد العام للقيادة البرية في 27 يناير 1997. حصل على رتبة فريق أول في 2 أبريل 1997. اعترافا بخدمته مع قوة التنفيذ بين عامي 1995 و1996 منح ووكر وسام الإستحقاق الأمريكي (درجة القائد) ومنح الإذن غير المقيد لارتداء الوسام في مايو 1997. في سبتمبر 1997 تم تعيينه ياور للملكة إليزابيث الثانية خلفا للفريق الأول السير مايكل روز حتى خلفه الفريق الأول السير ريتشارد دانات. تمت ترقيته إلى فارس صليبي كبير لآمر الطريق في قائمة تكريم السنة الجديدة في نهاية عام 1999.
بعد أن خدم على مدى أكثر من ثلاث سنوات كقائد عام عين ووكر رئيسا للأركان العامة - الرئيس المهني للجيش البريطاني - في 17 أبريل 2000 وتسلمه من الفريق الأول السير روجر ويلر. ظل رئيسا للأركان العامة لمدة ثلاث سنوات وبعد ذلك تم ترقيته إلى رئيس أركان الدفاع - رئيس المهنية لجميع القوات المسلحة البريطانية - في 2 مايو 2003 خلفا للفريق الأول البحري السير مايكل بويس (اللورد بويس لاحقا). كما انتقد ووكر بعض التغطية الإعلامية للنشر البريطاني في العراق. على وجه الخصوص ادعى أن الهجمات على بلاك ووتش «تعزيز» بسبب تقارير إخبارية عن موقعها. تابع قائلا: «[نتيجة التغطية الإعلامية] كان يمكن أن يكون هناك رد من قبل أولئك الذين كانوا يرغبون في عدم الذهاب إلينا ومقابلتنا بشيء مثل القنبلة». رفض متحدث باسم الاتحاد الوطني للصحفيين تعليقاته التي رد عليه: «عندما يتناوب الجنرالات ويبدأون في إلقاء اللوم على الصحفيين على أخطائهم فهذا دليل على أنهم لا يقومون بعملهم بشكل صحيح». أيضا في عام 2004 جذب ووكر جنبا إلى جنب مع الفريق الأول السير مايك جاكسون رئيس الأركان العامة آنذاك جدل حول إصلاحات القوات المسلحة والتي تضمنت دمج العديد من أفواج الجيش لتشكيل أفواج أكبر مما أدى إلى فقدان الأسماء التاريخية.
في مقابلة مع بي بي سي في أكتوبر 2005 اقترح ووكر أن تجنيد الجيش تأثر سلبا من حرب العراق. علق أيضا على الحرب في أفغانستان التي قال فيها «هناك الكثير من العمل الذي يتعين القيام به والذي هو جزء صغير جدا من الجيش، عشر سنوات أو خمسة عشر سنة على المدى الطويل وهذا لن يكون حلها على المدى القصير». في الشهر نفسه أجرى مقابلة لصحيفة صنداي تايمز قال فيها إن معنويات الجنود قد تضررت بسبب عدم شعبية الحرب بين الجمهور البريطاني. في وقت لاحق من عام 2005 كان لووكر دور فعال في وضع إجراءات جديدة لعلاج موظفي الخدمة البريطانية المتهمين بإساءة معاملة السجناء العراقيين بعد ادعاءات بأن الجيش تخلى عن هؤلاء الجنود المتهمين بارتكاب انتهاكات السجناء. في فبراير 2006 ترأس ووكر وفدا عسكريا إلى بلغاريا لمناقشة التعاون العسكري بين الحكومتين البريطانية والبلغارية.
قدم ووكر أدلة على تحقيق العراق في 1 فبراير 2010 تحدث فيها عن تمويل غزو العراق والتخطيط اللاحق.

### الأدوار الفخرية
عقد اللورد ووكر مجموعة متنوعة من الأدوار الفخرية والاحتفالية في أفواج مختلفة. حصل على الألقاب الفخرية للعقيد كوماندانت ونائب العقيد لشعبة الملكة (التي كان الفوج الملكي الأنجليلي جزءا منها) في أبريل 1992 والعقيد الفخري لكتيبة دوق ولينغتون الثالثة (غرب ركوب الخيل) في أكتوبر 1993 الذي تخلى عنه في 30 يونيو 1999. في عام 1994 نجح الفريق الأول السير جون ليرمونت في منصب العقيد كوماندانت من سلاح الجو العسكري وحمل اللقب حتى أبريل 2004 عندما كان مرتاحا من قبل الفريق الأول السير ريتشارد دانات (اللورد اللواء دانات لاحقا). في عام 1997 تم تعيينه العقيد الفخري للفوج الملكي الأنجلياني ليخلف الفريق الأول باتريك ستون وخلفه بنفسه نائب العقيد من قبل العميد جون سوثريل. سوثريل خلف ووكر كعقيد فخري في فبراير 2000.

## التقاعد
تخلى ووكر عن تعيينه كرئيس لأركان الدفاع في أبريل 2006 وتقاعد من الجيش وخلفه المشير الجوي جوك ستيروب. في سبتمبر 2006 تم تعيين ووكر حاكم لمستشفى تشيلسي الملكي حيث شغل المنصب حتى فبراير 2011 عندما استقال فجأة. في 24 نوفمبر 2006 أعلن أنه سيحصل على نسل من الأرواح وفي 19 ديسمبر أنشأ بارون ووكر من ألدرينغهام من ألدرينغهام في مقاطعة سوفولك وهو عضو في مجلس اللوردات بصفته كروسبينشر. حصل على التعيين الاحتفالي لنائب ملازم لندن الكبرى في عام 2007. تم تعيين ووكر كمشير فخري في عيد ميلاد الملكة لعام 2014.